# Джейн, Навин
Навин Джейн (англ. Naveen K. Jain, nɒˈvi:n dʒeɪn; род. 6 сентября 1959 года) — бизнесмен и предприниматель в области интернет-технологий, разработчик и основатель InfoSpace, Intelius, а также основатель и лидер компании Moon Express. Когда фонд компании InfoSpace находился на своем пике, Джейн стал миллиардером, появившись в списке «400 самых богатых американцев» журнала Forbes за 2000 год.

## Биография
Джейн родился и вырос в окрестностях Нью-Дели. Позже он переехал в Рурки, где в 1979 году получил инженерное образование в Индийском технологическом институте города Рурки. В 1982 году Джейн переехал в Джамшедпур, где получил степень MBA в Школе бизнеса и трудовых ресурсов.

### Ранняя профессиональная деятельность
В 1983 году Джейн покинул Индию, после того как его приняли в корпорацию Берроуз через программу бизнес-обмена. Его задачей было исследование растущего высокотехнологичного рынка США. Джейн работал в компаниях, которые имели отношение к Convergent Technologies и Tandon Computer Corporation.
В 1989 году Джейн присоединился к Майкрософт (в городе Редмонд, Вашингтон) в качестве руководителя проекта. Вначале он работал над операционными системами компании Майкрософт, а после перешел к нескольким крупнейшим продуктам данной компании, включая операционные системы MS-DOS, Windows NT и Windows 95. Джейн является обладателем трех патентов, принадлежащих компании Майкрософт. Позже он перешел в менеджмент Microsoft Network. В 1996 году Джейн ушел из Майкрософт, чтобы начать работу над новой компанией InfoSpace.

### InfoSpace
Джейн основал InfoSpace в марте 1996 года. Он проработал в данной компании генеральным директором до 2000 года. Компания InfoSpace предоставляет услуги метапоиска (метапоисковая система) и частного поиска для бизнеса и потребителей. За время работы генеральным директором личная ценность Джейна выросла от одного миллиарда долларов (1999 год) до 2.2 миллиардов долларов США (в 2000 году), когда во время своего подъема он занимал 121 номер с списке Forbes 400 Самых Богатых Людей Америки. В 2002 году Джейн был вытеснен с позиции генерального директора InfoSpace комитетом компании. В апреле 2003 года Джейн подал в отставку из компании InfoSpace.

### Intelius и последующая деятельность
В 2003 году Джейн стал соучредителем компании Intelius. Данная компания занималась веб-безопасностью и базировалась в
Белвью, Вашингтон.
Компания подверглась значительной критике и судебным разбирательствам, связанными с их маркетинговой деятельностью.
В 2012 году компания Intelius и ее холдинги были реструктурированы. Корпоративное прикрытие было переименовано в «Достаток».
В августе 2010 года Джейн стал соучредителем компании Moon Express, частной компании, задачей которой является создание и запуск роботизированного космического корабля на Луну.
Джейн является основателем Мирового Института Инноваций.

## Признание
В 1999 году компания Ernst & Young наградила Джейна лауреатом премии «Начинающий предприниматель Северо-Западного Тихоокеанского региона».
25 апреля 2011 года группа сообщества The Times наградила Джейна премией «Light of India Business Leadership Award» за дальновидное предпринимательство.
В декабре 2011 года Навин Джейн получил награду за Пожизненные Достижения (Lifetime achievement) на конференции Red Herring Global.